# Закон гіперболічного зростання чисельності населення Землі

Динаміка чисельності населення світу, в млрд чол., 10000 р. до н. е. — 2000 р. н. е.

Закон гіперболічного зростання чисельності населення Землі, як об'єктивно існуючий причинний зв'язок, що пояснює гіперболічне зростання, і виражається у формі абстрактного причинного закону, не відкритий і досі. Наразі, не існує загальноприйнятої теорії гіперболічного зростання. Всі існуючі теорії розрізняються тим, що як причину зростання пропонують якусь свою, єдину причину, відкидаючи всі інші. Тому, коли говорять про закон зростання чисельності населення Землі, то мається на увазі емпірична залежність (емпіричний закон), відкрита  Гайнцом фон Ферстером, достовірність якої не викликає сумніву, так як підтверджена всіма подальшими дослідженнями, і яка полягає в тому, що чисельність населення Землі, протягом багатьох тисячоліть, росла відповідно до емпіричної гіперболи демографічного зростання.
В роботах Гайнца фон Ферстера, А. В. Коротаєва,  С. П. Капіци, Майкла Кремера та інших вчених показано, що зростання населення Землі, протягом останніх 10 тис. років (аж до 60-х — 70-х років XX століття), підкорялося цьому гіперболічному закону. У даний період  Світ-Система розвивається в  режимі з загостренням.
Рівняння, що математично описує гіперболу, може бути записане як:
{\displaystyle y={\frac {k}{x}}}
При цьому гіперболу буде описувати і такий варіант цього рівняння як:
{\displaystyle y={\frac {k}{x_{0}-x}}}
Переписавши змінні: {\displaystyle y} як {\displaystyle N(t)} (населення світу в рік {\displaystyle t}), {\displaystyle x_{0}} — як {\displaystyle t_{0}}, {\displaystyle x} — як {\displaystyle t}, — і замінивши параметр {\displaystyle k} на {\displaystyle C}, отримуємо:
{\displaystyle N(t)={\frac {C}{t_{0}-t}}},
тут {\displaystyle t_{0}} — момент загострення, коли населення світу стало б нескінченим, якби і надалі продовжувало рости в режимі з загостренням і після початку 1970-х років (2026 рік, згідно з розрахунками фон Ферстера).
Між іншим, це розв'язок диференційного рівняння виду: {\displaystyle {\frac {dN}{dt}}={\frac {1}{C}}\cdot N^{2}}, що якраз і припускає, що швидкість росту чисельності населення Землі {\displaystyle \left({\frac {dN}{dt}}\right)} приблизно пропорційна квадрату його чисельності {\displaystyle \left(N^{2}\right)}.

## Вихід Світ-Системи з режиму із загостренням
Починаючи з 1960-х років відносні темпи зростання населення стали дедалі більше знижуватися, і на зміну світового гіперболічному демографічному росту прийшов прямо протилежний тип росту,  логістичний. З 1989 р. стали знижуватися і абсолютні темпи приросту чисельності населення світу. До 2100 року приріст може знизитися до величини менше 5 млн за десятиліття. За моделлю французького медика Жана-Ноеля Бірабена межа зростання складе 10-12 млрд людей, більшість інших моделей припускає досить близькі рівні стабілізації чисельності населення світу. Досить правдоподібними представляються і сценарії зниження чисельності населення Землі після досягнення нею свого максимального значення. Остаточний сценарій динаміки чисельності населення світу поки не ясний.